# Bitwa pod Zaryszowem
Bitwa pod Zaryszowem – bitwa stoczona pomiędzy siłami Konrada I Mazowieckiego, a siłami Bolesława V Wstydliwego w 1246 roku, w trakcie rozbicia dzielnicowego.
Po sromotnej klęsce pod Suchodołem i utracie całej Małopolski, Konrad I mazowiecki nie rezygnował z walki o tron krakowski. Najważniejszą i najbardziej obiecującą próbą odzyskania Małopolski była kampania w 1246. Konrad mazowiecki wraz z synem Kazimierzem, wspomagany przez księcia opolsko-raciborskiego Mieszka II Otyłego oraz przez oddziały litewskie najechał ziemię krakowską. Zagrożony Bolesław V Wstydliwy na czele rycerstwa krakowskiego i sandomierskiego zastąpił najeźdźcom drogę pod Zaryszowem. 
Bitwę wygrał Konrad mazowiecki a Bolesław Wstydliwy z ocalałą resztką wojsk wycofał się z pola bitwy, unikając klęski ostatecznej, jaką niewątpliwie byłaby śmierć na placu boju lub niewola u księcia mazowieckiego. Konrad zbliżył się do Krakowa i w celu umocnienia się w Małopolsce  rozpoczął budowę nowych grodów obronnych w Lelowie, Tyńcu i u ujścia Rudawy do Wisły. Jednakże książę mazowiecki nie był popularny na ziemi krakowskiej i gdy tylko oddalił się na Mazowsze, Bolesław Wstydliwy bez większych problemów przejął nowo budowane warownie i umocnił swoją władzę w Krakowie.